# Marco Né
Pour les articles homonymes, voir Né.
Marco Né est un footballeur international ivoirien né le 17 juillet 1983. C'est le frère de Arsène Né.

## Biographie
Marco Né est formé à l'académie Guillou d'Abidjan où il arrive le 1er février 1994 et intègre la formation « Johan » (né en 1983). 
Le 30 juillet 2008, après avoir évolué pendant deux saisons à l'Olympiakos Le Pirée en Grèce, il s'engage pour une saison avec le club belge de GB Anvers. L'histoire avec le club belge aura été très courte : six mois après son arrivée, Marco s'engage avec le FC Kouban Krasnodar, club de première division russe, pour une durée de 3 ans. 